# Osobista kolekcja 1
Osobista kolekcja 1 – album polskiej wokalistki Krystyny Prońko; pierwszy z kilku, na które artystka wybrała najpopularniejsze i ulubione swoje piosenki śpiewane od czasu debiutu.
Dwie pierwsze płyty Kolekcji wydane zostały jednocześnie przez Power Music Krystyny Prońko, dwie następne wydało Polskie Radio SA. Większość utworów Osobistej kolekcji 1 i 2 to oryginalne nagrania, poddane częściowej obróbce komputerowej. Kilka zostało nagranych powtórnie, ale tak, by niewiele odbiegały od pierwotnych rejestracji.
Płyta CD została wyprodukowana i wydana 26 października 2000 przez firmę PM Krystyna Prońko (PMCD 004).

## Muzycy
- Krystyna Prońko – śpiew
- grupa wokalna „Spectrum” (8)
- Orkiestra Polskiego Radia i Telewizji w Łodzi (1)
- zespół Colorado Band (17)
- zespół Koman Band (1,5,13,14)
- zespół Macieja Latalskiego (9,11)
- zespół Pawła Serafińskiego (4,6)
- zespół  Wojciecha Trzcińskiego (12)
- zespół Tadeusza Woźniaka (18)

- Mariusz Buca (3,8)
- Jacek Delong (6,10)
- Wojciech Gogolewski (15)
- Tomasz Grabowy (2,7)
- Bogdan Grodzicki (3)
- Zbigniew Jaremko (12)
- Janusz Kwiecień (3)
- Leszek Laskowski (17)
- Artur Lesicki (2,7)
- Adam Lewandowski (3,8,15,18)
- Zbigniew Lewandowski (2,7)
- Robert Majewski (3,8)
- Piotr Matuszczyk (2,7)
- Mirosław Michalak (3,8,15,18)
- Henryk Miśkiewicz (3,10)
- Stanisław Mizeracki (3,8)
- Marek Napiórkowski (2,7)
- Janusz Nastarowicz (4)
- Marek Rudnicki (3)
- Paweł Serafiński (18)
- Roman Syrek (3)
- Jan Szamburski (9)
- Tomasz Szukalski (8)
- Wojciech Zalewski (3,8,15,18)
- Jarosław Zawadzki (3,8,15,18)

## Lista utworów
| 1.  | "Deszcz w Cisnej" (muz. Jacek Mikuła, sł. Bogdan Olewicz) wyk.: zespół Koman Band, Orkiestra PRiTV w Łodzi | 3:37    |
|     | |         |
| 2.  | "Zaprzęgnę słońce, osiodłam chmury" (muz. Janusz Koman, sł. Błażej Perkun) wyk.: Marek Napiórkowski, A. Lesicki, T. Grabowy, P. Matuszczyk, Z. Lewandowski | 2:53    |
|     | |         |
| 3.  | "Prayer for Love" (muz. Jacek Mikuła, sł. Bogdan Olewicz) wyk.: Mariusz Buca, Adam Lewandowski, Jarosław Zawadzki, Wojciech Zalewski, Mirosław Michalak, Bogdan Grodzicki, Janusz Kwiecień, Robert Majewski, Stanisław Mizeracki, Marek Rudnicki, Roman Syrek, Henryk Miśkiewicz | 4:04    |
|     | |         |
| 4.  | "Małe tęsknoty" (muz. Wojciech Trzciński, sł. Andrzej Mogielnicki) wyk.: Janusz Nastarowicz, zespół Pawła Serafińskiego | 3:20    |
|     | |         |
| 5.  | "Biedna" (muz. Janusz Koman, sł. Włodzimierz Patuszyński) wyk.: zespół Koman Band | 2:21    |
|     | |         |
| 6.  | "Subtelna gra" (muz. Krystyna Prońko, sł. Bogdan Olewicz) wyk.: Jacek Delong, zespół Pawła Serafińskiego | 4:44    |
|     | |         |
| 7.  | "Pieśń V" (muz. Krystyna Prońko, Gustaw Szepke, sł. K.I. Gałczyński) wyk.: Marek Napiórkowski, Artur Lesicki, Tomasz Grabowy, Piotr Matuszczyk, Zbigniew Lewandowski | 3:23    |
|     | |         |
| 8.  | "Prośba powszednia" (muz. Krystyna Prońko, sł. Małgorzata Maliszewska) wyk.: Mariusz Buca, Adam Lewandowski, Jarosław Zawadzki, Wojciech Zalewski, Mirosław Michalak, Tomasz Szukalski, Robert Majewski, Stanisław Mizeracki, grupa Spectrum                                     | 4:12    |
|     | |         |
| 9.  | "Dwa anioły" (muz. Janusz Koman, sł. Janusz Szczepkowski) wyk.: Jan Szamburski, zespół Macieja Latalskiego | 2:14    |
|     | |         |
| 10. | "Bożek gorzelny" (muz. Krystyna Prońko, sł. Jacek Cygan) wyk. Jacek Delong, Henryk Miśkiewicz | 4:36    |
|     | |         |
| 11. | "Byle do brzegu" (muz. Krystyna Prońko, sł. Małgorzata Maliszewska) wyk.: zespół Macieja Latalskiego | 2:31    |
|     | |         |
| 12. | "Poranne łzy" (muz. Zbigniew Jaremko, sł. Wojciech Młynarski) wyk.: Zbigniew Jaremko, zespół Wojciecha Trzcińskiego | 5:47    |
|     | |         |
| 13. | "Niech moje serce kołysze ciebie do snu" (muz. Janusz Koman, sł. Marek Dutkiewicz) wyk.: zespół Koman Band | 3:40    |
|     | |         |
| 14. | "Po co ci to chłopcze" (muz. Janusz Koman, sł. Janusz Szczepkowski) wyk.: zespół Koman Band | 2:36    |
|     | |         |
| 15. | "Nie jesteś Alicją" (muz. Wojciech Gogolewski, sł. Ewa Żylińska) wyk.: Wojciech Gogolewski, Adam Lewandowski, Jarosław Zawadzki, Wojciech Zalewski, Mirosław Michalak | 3:03    |
|     | |         |
| 16. | "Okruch opłatka (piosenka bożonarodzeniowa)" (muz. Krystyna Prońko, sł. Jacek Banach) | 3:30    |
|     | |         |
| 17. | "Senna kołysanka" (muz. Tadeusz Woźniak, sł. Bogdan Chorążuk) wyk.: Leszek Laskowski, zespół Colorado Band | 2:54    |
|     | |         |
| 18. | "Ballada o Pucku" (muz. Jacek Mikuła, sł. Marek Gast) wyk.: Paweł Serafiński, A. Lewandowski, J. Zawadzki, W. Zalewski, Mirosław Michalak, zespół Tadeusza Woźniaka | 4:29    |
|     | |         |
|     | | 1:03:54 |
|     | |         |

## Informacje uzupełniające
- Realizatorzy nagrań – Krystyna Urbańska, Andrzej Solczak, Jan Targowski, Tadeusz Mieczkowski, Ewa Guziołek-Tubelewicz, Waldemar Walczak, Andrzej Martyniak, Sławomir Wesołowski, Robert Hajduk, W. Gawroński, F. Babiński
- Mastering – Grzegorz Piwkowski
- Organizacja produkcji – Michał Jarkiewicz
- Zdjęcie (okładka) – Lidia Popiel
- Projekt graficzny okładki – Carte Blanche
- Utwory: „Biedna” i „Po co ci to chłopcze” zamieszczone na licencji Polskich Nagrań